# Аргентинский реал
Аргентинский реал (исп. Real argentino) — официальная валюта Аргентины в 1813—1881 годах.
Аргентинский реал стал первой валютой Аргентинской республики после провозглашения ею независимости в 1810 году. Испанские колониальные реалы использовались в Аргентине до 1813 года, когда Генеральная конституционная ассамблея постановила чеканить собственные монеты.
В 1881 году реал был заменён аргентинским песо (исп. Peso Moneda Nacional) в соотношении 8 реалов за песо. Фактически задолго до децимализации аргентинской валюты название «песо» закрепилось за монетой в 8 реалов.

## Монеты
Согласно постановлению Генеральной конституционной ассамблеи новые аргентинские золотые и серебряные монеты имели тот же вес, что и аналогичные монеты испанских реалов, которые были в обращении во времена правления испанских королей Карла IV и Фердинанда VII. Чеканкой новых денег занимался монетный двор в Потоси (ныне в Боливии), который на то время был оккупирован аргентинскими войсками. Монеты чеканились от имени Объединенных провинций Рио-де-ла-Платы.
Серебряные монеты имели номиналы ½ , 1, 2, 4 и 8 реалов. В 1815—1832 годах чеканились также монеты номиналом½, 1, 2, 4 и 8 солей (исп. sol), который был приравнен к реалу по стоимости. Золотые монеты (87,5 %) чеканились достоинством 1, 2 и 8 эскудо (исп. escudo). 1 эскудо стоил 16 реалов.

### Монетный двор в Потоси

#### Монеты 1813 года
1813 года в Потоси была отчеканена первая партия золотых (номиналом 8, 2, 1 эскудо) и серебряных (номиналом 8, 4, 2, 1 и ½ реала) монет. Они имели на аверсе монограмму PTS, обозначающую монетный двор в Потоси, инициал J контролёра качества драгоценных металлов — Хосе Антонио де Сьерра (исп. José Antonio de Sierra), девиз страны «En Unión y Libertad», и год изготовления. Номинал серебряных монет указывался в виде цифры и буквы R (real), а золотых эскудо — в виде цифры и буквы S (от лат. ScutumScutum).
Серебряные монеты имели на аверсе печать Генеральной конституционной ассамблеи, которая впоследствии была утверждена как герб Аргентины, а на реверсе — майское солнце с лицом и 32 лучами, часть которых была прямыми, часть — волнистыми.
Золотые монеты выглядели подобно серебряным, отличие было лишь в том, что под гербом были изображены военные трофеи: по два флага с каждой стороны, две перекрещенные пушки и барабан.
| Номинал  | Вес (г) | Диаметр (мм) | Материал | Аверс                                        | Реверс         |
| -------- | ------- | ------------ | -------- | -------------------------------------------- | -------------- |
| ½ реала  | 1,6     | 15,8         | серебро  | Герб Аргентины без солнца                    | Майское солнце |
| 1 реал   | 3,3     | 20           | серебро  | Герб Аргентины без солнца                    | Майское солнце |
| 2 реала  | 6,7     | 25,5         | серебро  | Герб Аргентины без солнца                    | Майское солнце |
| 4 реала  | 13,5    | 32,5         | серебро  | Герб Аргентины без солнца                    | Майское солнце |
| 8 реалов | 27      | 40           | серебро  | Герб Аргентины без солнца                    | Майское солнце |
| 1 эскудо | 3,4     | 17,55        | золото   | Печать Генеральной конституционной ассамблеи | Майское солнце |
| 2 эскудо | 6,6     | 21,4         | золото   | Печать Генеральной конституционной ассамблеи | Майское солнце |
| 8 эскудо | 27      | 35,3         | золото   | Печать Генеральной конституционной ассамблеи | Майское солнце |

#### Монеты 1815 года

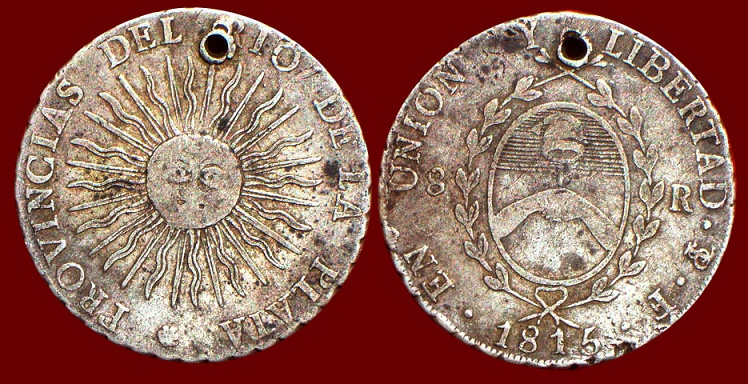
Серебряная монета 8 реалов 1815 года.

В 1815 году были выпущены серебряные соли и реалы, причем тираж был больше предыдущего. Сначала были отчеканены реалы (номиналом 8, 4, 2, 1 и ½), потом — соли (номиналом 8, 4, 1 и ½).
На реалах этого тиража представлен инициал F контролёра монетного металла Франсиско Хосе де Матосу (исп. Francisco José de Matos), а на солях — инициал L контролёра Леандро Осио (исп. Leandro Ozio).
| Номинал  | Вес (г) | Диаметр (мм) | Материал | Аверс                     | Реверс         |
| -------- | ------- | ------------ | -------- | ------------------------- | -------------- |
| ½ реала  | 1,6     | 15,8         | серебро  | Герб Аргентины без солнца | Майское солнце |
| 1 реал   | 3,3     | 20           | серебро  | Герб Аргентины без солнца | Майское солнце |
| 2 реала  | 6,7     | 25,5         | серебро  | Герб Аргентины без солнца | Майское солнце |
| 4 реала  | 13,5    | 32,5         | серебро  | Герб Аргентины без солнца | Майское солнце |
| 8 реалов | 27      | 40           | серебро  | Герб Аргентины без солнца | Майское солнце |
| ½ соля   | 1,6     | 15,8         | серебро  | Герб Аргентины без солнца | Майское солнце |
| 1 соль   | 3,3     | 20           | серебро  | Герб Аргентины без солнца | Майское солнце |
| 4 соля   | 13,5    | 32,5         | серебро  | Герб Аргентины без солнца | Майское солнце |
| 8 солей  | 27      | 40           | серебро  | Герб Аргентины без солнца | Майское солнце |

В конце 1815 года аргентинцы потеряли город Потоси, поэтому чеканка аргентинских монет там стала невозможной.

### Монетный двор в городе Ла-Риоха

#### Монеты 1824—1835 лет

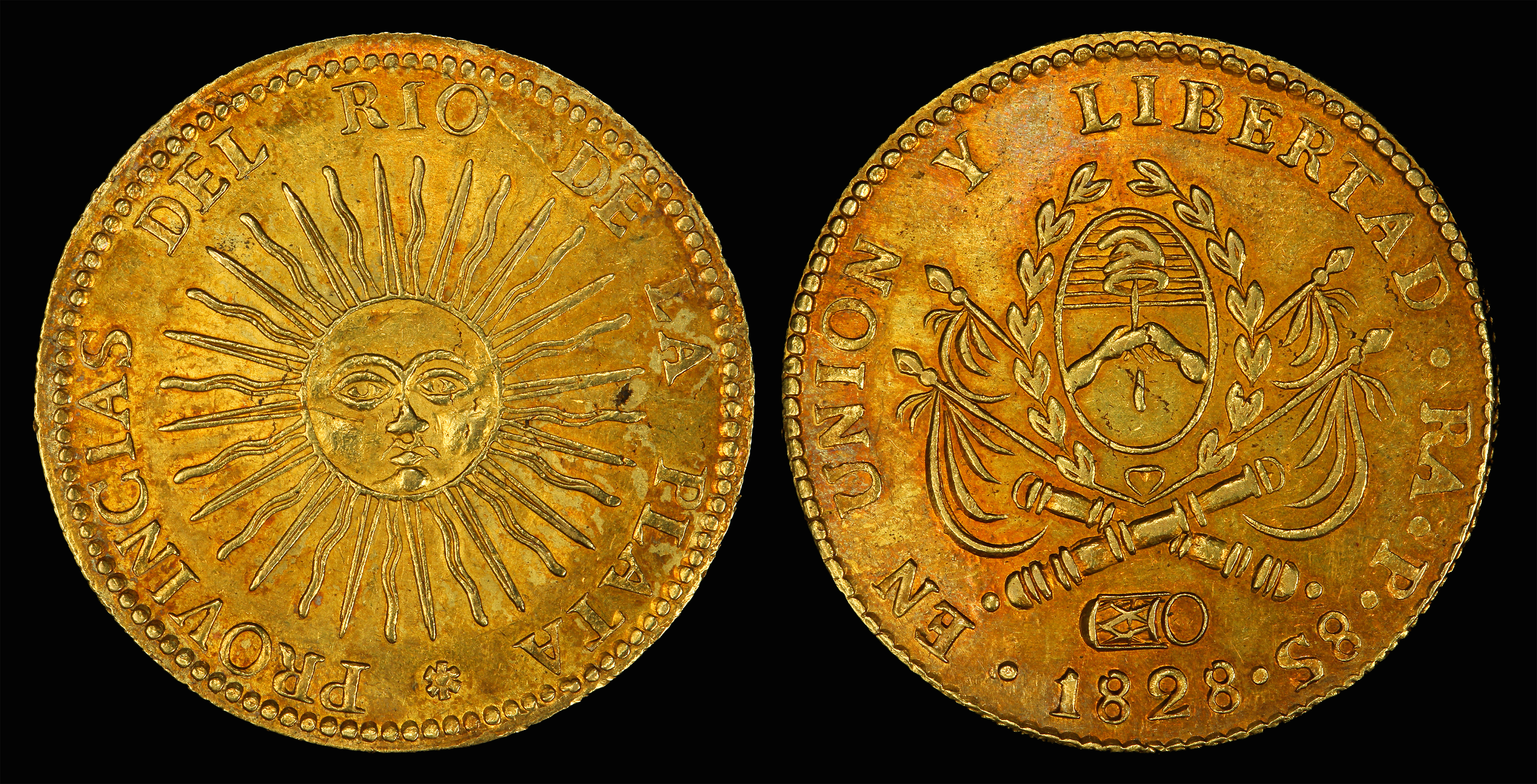
Золотая монета в 8 эскудо 1828 года

1824 года был создан монетный двор в городе Ла-Риоха, где начали чеканить монеты, аналогичные по внешнему виду тем, что производились в Потоси. Отметка этого монетного двора на аверсе выглядела как буквы RA. С 1826 года монеты имеют инициал P контролёра металла Мануэля Пиньейро-и-Пардо (исп. Manuel Piñeyro y Pardo).
| Номинал  | Вес (г) | Диаметр (мм) | Материал | Аверс                                        | Реверс         |
| -------- | ------- | ------------ | -------- | -------------------------------------------- | -------------- |
| 2 эскудо | 6,75    | 23           | золото   | Печать Генеральной конституционной ассамблеи | Майское солнце |
| 8 эскудо | 27      | 37           | золото   | Печать Генеральной конституционной ассамблеи | Майское солнце |
| 8 реалов | 27      | 40           | серебро  | Герб Аргентины без солнца                    | Майское солнце |

#### Монеты 1836 года

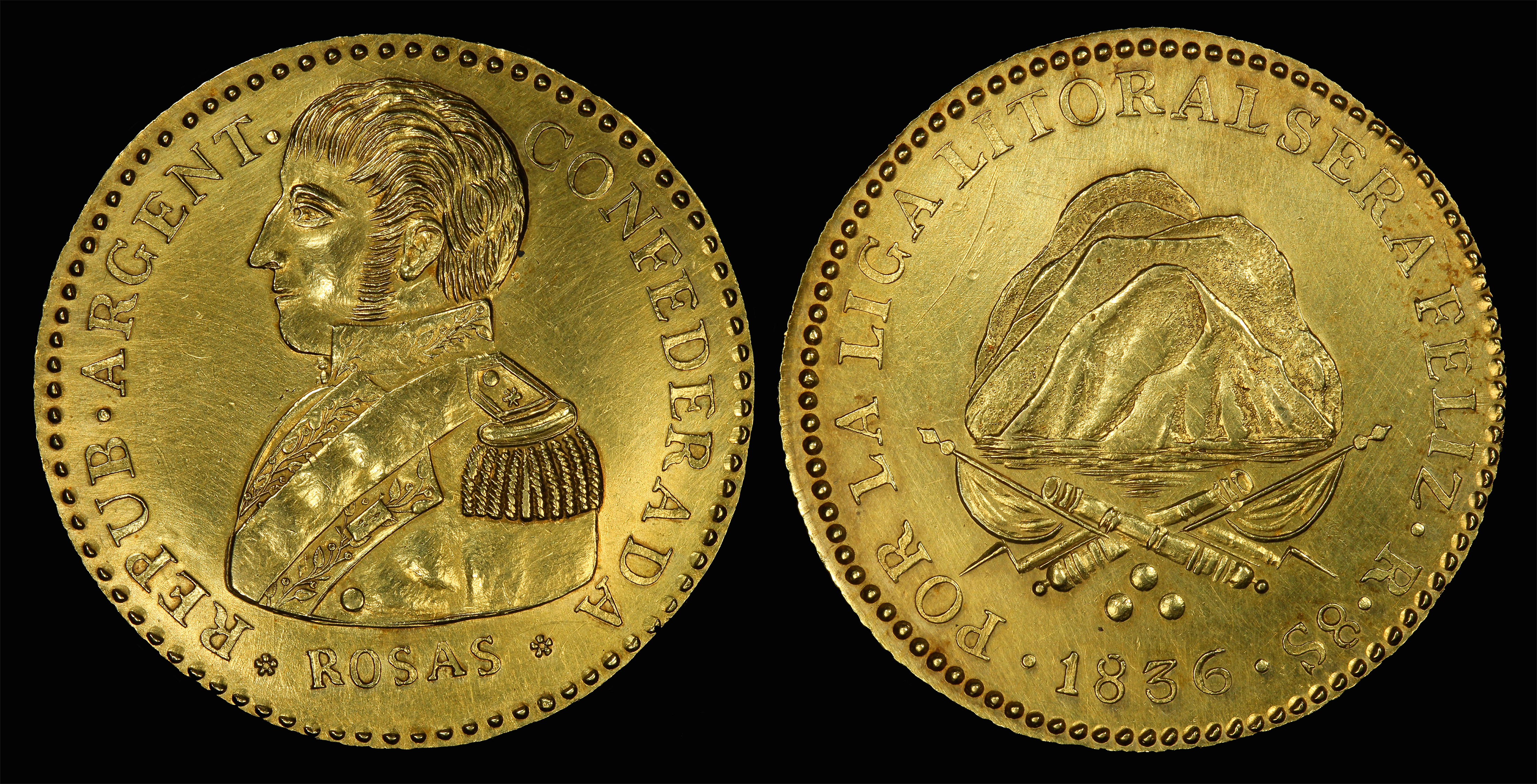
Золотая монета в 8 эскудо 1836 года с портретом Росаса

После убийства Факундо Кироги 1835 генерал Томас Брисуэла предложил чеканить монеты с портретом Х.  М.  Росаса. Его инициатива была поддержана губернатором провинции и депутатами. Новые монеты имели на аверсе портрет Росаса с подписью «ROSAS», вокруг была надпись «REPUBLICA ARGENTINA CONFEDERADA». Эти монеты стали первыми, которые чеканились от имени Аргентинской конфедерации. На реверсе помещена большая печать провинции Ла-Риоха, которая изображала гору Сьерра-Фаматина с военными трофеями у подножия, и надпись «POR LA LIGA LITORAL SERA FELIZ».
| Номинал  | Вес (г) | Диаметр (мм) | Материал | Аверс                 | Реверс          |
| -------- | ------- | ------------ | -------- | --------------------- | --------------- |
| 8 эскудо | 27      | 38           | золото   | Хуан Мануэль де Росас | Сьерра-Фаматина |

#### Монеты 1838—1840 годов

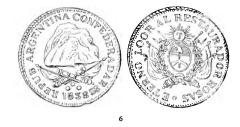
Золотая монета в 8 эскудо 1838 года

Губернатор Буэнос-Айреса Хуан Мануэль де Росас, узнав, что в Ла-Риохе чеканят монеты с его изображением, попросил губернатора Ла-Риохи убрать его портрет с монет. Поэтому монеты, отчеканенные в 1838—1840 годах, имеют на аверсе уже герб Аргентины. В то же время на них присутствует надпись «ETERNO LOOR AL RESTAURADOR ROSAS» (исп. хвала навеки восстановителю Росасу). К изображению, которое использовалось на реверсе ранее, были добавлены две винтовки, солнце, а также убран барабан, пушки перемещены вверх, над знаменами и винтовками.
| Номинал  | Вес (г) | Диаметр (мм) | Материал | Аверс                            | Реверс          |
| -------- | ------- | ------------ | -------- | -------------------------------- | --------------- |
| 8 эскудо | 27      | 35           | золото   | Герб Аргентины с флагами         | Сьерра-Фаматина |
| 8 реалов | 27      | 40           | серебро  | Герб Аргентины с лавровым венком | Сьерра-Фаматина |

#### Монеты 1840 года
1840 года Северная коалиция в составе провинций Ла-Риоха, Сальта, Тукуман, Катамарка и Жужуй начала войну против Росаса, поэтому с монет исчезла похвала Росасу, которая была заменена на классический девиз «EN UNION Y LIBERTAD». Эти монеты стали первыми, которые чеканились от имени Аргентинской республики и имели соответствующую надпись «REPUBLICA ARGENTINA».
| Номинал  | Вес (г) | Диаметр (мм) | Материал | Аверс                            | Реверс          |
| -------- | ------- | ------------ | -------- | -------------------------------- | --------------- |
| 8 эскудо | 27      | 35           | золото   | Герб Аргентины с флагами         | Сьерра-Фаматина |
| 8 реалов | 27      | 40           | серебро  | Герб Аргентины с лавровым венком | Сьерра-Фаматина |

#### Монеты 1842 года
1842 года Северная коалиция потеряла Ла-Риоху, поэтому там снова начали чеканить монеты с бюстом Росаса и подписью «RESTAURADOR DE LAS LEYES» (исп. восстановитель законов). На реверсе был изображен герб Аргентины с подписью «REPUBLICA ARGENTINA CONFEDERADA».
| Номинал  | Вес (г) | Диаметр (мм) | Материал | Аверс                    | Реверс                |
| -------- | ------- | ------------ | -------- | ------------------------ | --------------------- |
| 2 эскудо | 6,75    | 23           | золото   | Герб Аргентины с флагами | Хуан Мануэль де Росас |
| 8 эскудо | 27      | 34           | золото   | Герб Аргентины с флагами | Хуан Мануэль де Росас |
| 2 реала  | 6,7     | 27           | серебро  | Герб Аргентины           | Хуан Мануэль де Росас |

#### Монеты 1843—1850 годов

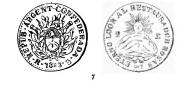
Золотая монета 2 эскудо (1843)

С 1843 года монеты имели инициал B контролёра металла Хосе Баррос Кинтеро (исп. José Barros Quintero). Все монеты имеют надпись ETERNO LOOR AL RESTAURADOR ROSAS.
С 1846 года начинается выпуск монеты номиналом 4 реала (полпесо). С этого года монеты имеют инициал V контролёра Северо Антонио Вальехо (исп. Severo Antonio Vallejo). Эмиссия монет этого номинала также повторилась в 1849 и 1850 годах, на этот раз с инициалом B контролёра Хосе Барроса Кинтеро.
| Номинал  | Вес (г) | Диаметр (мм)   | Материал                                        | Аверс                                        | Реверс                                          |
| -------- | ------- | -------------- | ----------------------------------------------- | -------------------------------------------- | ----------------------------------------------- |
| 2 эскудо | 6,75    | 23             | золото                                          | Сьерра-Фаматина, над которой восходит солнце | Герб Аргентины с флагами                        |
| 8 эскудо | 27      | 34             | золото                                          | Герб на щите с короной                       | Герб Аргентины с флагами                        |
| 2 реала  | 6,7     | 27             | серебро                                         | Герб Аргентины                               | Сьерра-Фаматина с пушками, флагами и винтовками |
| 4 реала  | серебро | Герб Аргентины | Сьерра-Фаматина с пушками, флагами и винтовками |                                              |                                                 |

#### Монеты 1852 года
С 1852 года дизайн монет был несколько изменён. На реверсе теперь была изображена гора Сьерра-Фаматина с лентой с надписью «Famatina» и подпись «PROVINCIA DE LA RIOJA» по кругу.
| Номинал | Вес (г) | Диаметр (мм) | Материал | Аверс          | Реверс          |
| ------- | ------- | ------------ | -------- | -------------- | --------------- |
| 4 реала | 13,4    | 32,5         | серебро  | Герб Аргентины | Сьерра-Фаматина |

#### Монеты 1854—1860 годов
Монеты выпусков 1854—1860 годов номиналом 2 и ½ реала стали последними, которые чеканили в Ла-Риохе.
| Номинал | Вес (г) | Диаметр (мм)   | Материал        | Аверс          | Реверс          |
| ------- | ------- | -------------- | --------------- | -------------- | --------------- |
| ½ реала | 1,5     | 16,5           | серебро         | Герб Аргентины | номинал цифрами |
| 2 реала | серебро | Герб Аргентины | номинал цифрами |                |                 |

В 1860 году монетный двор в г. Ла-Риоха был закрыт.

### Монеты, изготовленные в Европе
С 1854 года медные монеты для Аргентинской конфедерации изготавливали на заказ в Европе, поскольку не было возможности чеканить их в Аргентине. Всего было ввезено 100 000 песо в монетах номиналом 1, 2 и 4 сентаво. 100 сентаво составляли 1 реал.
Монеты имели на аверсе изображение солнца с надписью по кругу «CONFEDERACION ARGENTINA». На реверсе был указан номинал, по кругу была надпись «TESORO NACIONAL-BANCO» (исп. Національна казна - Банк).
Эти монеты были введены в обращение 18 января 1855 года и они ходили по всей территории Аргентинской конфедерации.
| Номинал   | Вес (г) | Диаметр (мм) | Материал | Аверс  | Реверс          |
| --------- | ------- | ------------ | -------- | ------ | --------------- |
| 1 сентаво | 5       | 25           | медь     | солнце | номинал словами |
| 2 сентаво | 10      | 30           | медь     | солнце | номинал словами |
| 4 сентаво | 20      | 35           | медь     | солнце | номинал словами |

### Монетный двор в Буэнос-Айресе

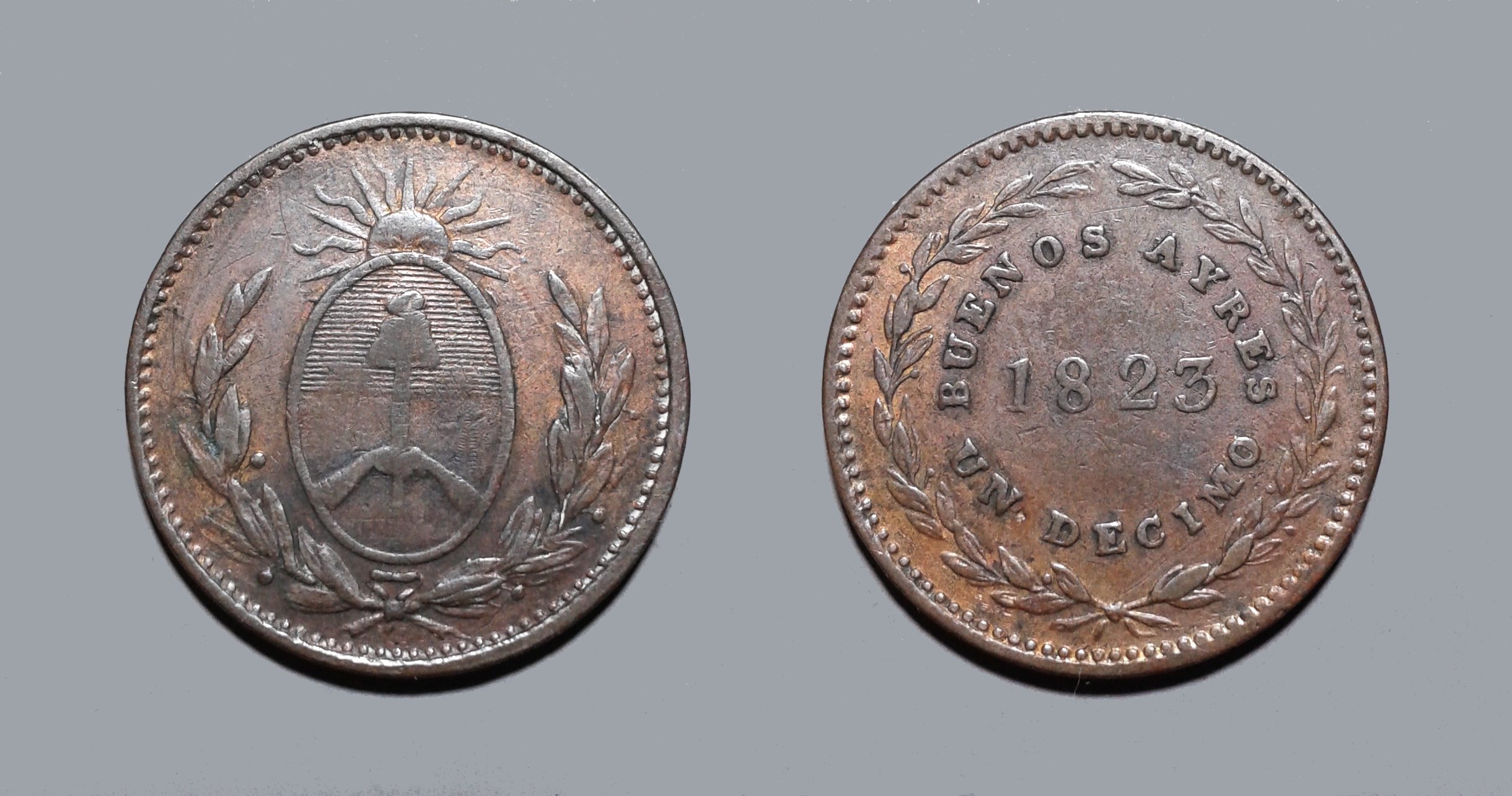
Монета в 1 десимо 1823 года, отчеканена в Буэнос-Айресе

С 1822 года правительство Буэнос-Айреса начало чеканить медные монеты. Они изготавливались на фабрике промышленника родом из английского города Бирмингем Роберта Бултона и имели номинал 1 десимо (исп. décimo), то есть 1/10 реала. Впоследствии также чеканились монеты номиналом 1, 5, 10 и 20 десимо, а также¼, ½ (с надписью 5⁄10), 1 и 2 реала. Внешний вид этих монет отличался от тех, что изготавливались в Ла-Риохе, — на них не было изображения солнца, вместо него на реверсе была надпись «Buenos Aires», год чеканки по центру и номинал прописью. На аверсе был изображен герб провинции Буэнос-Айрес, в основе которого была взята печать Генеральной конституционной ассамблеи.
В 1840 году из-за сильной нехватки монет в обращении правительство дало заказ монетному двору в Буэнос-Айресе выпустить 400 000 песо медными монетами номиналом 2, 1 и ½ реала. Все они имели надпись «¡VIVA LA FEDERACION!».
1860 года монетный двор в Буэнос-Айресе был вновь открыт с тем, чтобы отчеканить монеты номиналом 2 реалы. В 1867 году этот монетный двор был окончательно закрыт.
| Номинал  | Вес (г) | Диаметр (мм)    | Материал        | Аверс           | Реверс             |
| -------- | ------- | --------------- | --------------- | --------------- | ------------------ |
| 1 десимо | 6       | 23,5            | медь            | номинал словами | герб Буэнос-Айреса |
| 5 десимо | 6,4     | 23,5            | медь            | номинал словами | лавровый венок     |
| ¼ реала  | 3       | 20              | медь            | номинал словами | лавровый венок     |
| 1 реал   | медь    | номинал цифрами | номинал словами |                 |                    |
| 2 реала  | 7-8     | 32              | медь            | номинал цифрами | номинал словами    |

### Монетные дворы других провинций
Другие провинции, в частности Кордоба, Энтре-Риос, Ла-Риоха, Мендоса, Сальта, Сантьяго-дель-Эстеро и Тукуман, также выпускали собственные серебряные монеты под названием реал.
Монетный двор в Кордове был основан в 1815 году, но он работал непостоянно. На монетах, отчеканенных там, никогда не упоминалось слово «Аргентина». На аверсе традиционно изображалась крепость, на основе которой впоследствии был создан герб провинции. На реверсе изображали солнце с лицом.
| Номинал  | Вес (г) | Диаметр (мм) | Материал | Аверс                              | Реверс |
| -------- | ------- | ------------ | -------- | ---------------------------------- | ------ |
| ¼ Реала  | 8,5     | 10,5         | серебро  | крепость                           | солнце |
| ½ Реала  | 8,5     | 10,5         | серебро  | номинал цифрами                    | солнце |
| 1 реал   | 3,5     | 20           | серебро  | номинал цифрами или герб Аргентины | солнце |
| 2 реала  | 6,5     | 27           | серебро  | герб провинции Кордова             | солнце |
| 4 реала  | 13,5    | 32           | серебро  | герб провинции Кордова             | солнце |
| 8 реалов | 27      | 37           | серебро  | герб провинции Кордова             | солнце |

В Тукумане начали чеканить серебряные монеты в 1820 году. Изготавливались только монеты номиналом 2 реала. В целом они были низкого качества. На аверсе был изображен крест с львами и замками, а на реверсе — номинал и цифры 752.
Между 1861 и 1881 годами в Аргентине не чеканились монеты на общенациональном уровне. Разменных денег в обращении не хватало, поэтому часто также использовались серебряные монеты из соседних стран, прежде всего боливийский соль. Также монеты чеканились частными предпринимателями.

## Банкноты
В 1820 году правительство провинции Буэнос-Айрес ввело в обращение банкноты номиналами 5, 10, 20, 40, 50 и 100 песо, а в 1823 году — 1, 3 и 5 песо. Банк Буэнос-Айреса начал выпускать банкноты в 1822 году в номиналах 20, 50, 100, 200, 500 и 1000 песо, а в 1823 году — 1 и 2 песо.